# ピート・ローズ・ジュニア
ピーター・エドワード・ローズ・ジュニア（Peter Edward Rose Jr.、1969年11月16日 - ）は、アメリカ合衆国・オハイオ州シンシナティ出身の元プロ野球選手。
MLBの最多安打記録を持つピート・ローズの息子で、1997年シンシナティ・レッズにわずかに在籍したことを除けば、そのほとんどのキャリアをマイナーリーグでプレイした。彼は2009年9月14日にアトランティックリーグのヨーク・レボリューションを解雇された。2011年には、アパラチアンリーグのブリストル・ホワイトソックスのマネージャーになり、2012年にはパイオニアリーグのグレートフォールボイジャーズのマネージャーを務めた。

## 少年時代
ローズ・ジュニアは父のチームのバット・ボーイとして、少年時代によくテレビに出ていた。父ローズが1979年にフィラデルフィア・フィリーズに所属したとき、彼はアーロン・ブーン、ブレット・ブーン、ライアン・ルジンスキ、マーク・マグローらとフィリーズのクラブハウスで過ごした。1982年にはフリアー野球カードで ”ピート&リピート ; ピート・ローズ&息子” と題したカードに父と一緒に登場した。このとき彼は12歳だった。10代では、1985年9月11日に、父がタイ・カッブの安打記録を破ったのを祝うために球場に登場したのがESPNによって放映された。彼はオークヒル高校を卒業した。

## 野球キャリア
ローズ・ジュニアはシンシナティ郊外のブリッジタウンで野球をしながら育った。後にマイナーリーグの常連となる彼がプロ野球選手としてのキャリアをスタートさせたのは、ボルチモア・オリオールズにドラフト指名され、ニューヨークペンシルバニアリーグのエリー・オリオールズに配属された1989年のことだった。1990年にはカロライナリーグのクラスAであるフレデリック・キーズに参加、1992年にはサウスアトランティックリーグのクラスAであるコロンバス・レッドスティックス、1993年にはカロライナリーグに再び戻り、キンストン・インディアンズでプレイした。
ローズ・ジュニアのマイナーリーグでのベストシーズンは、1997年チャタヌーガでのチャタヌーガ・ルックアウツ在籍時で、彼は27歳だった。112試合、打率.308、25本塁打、98打点、31二塁打、75盗塁を記録し、翌年、シンシナティ・レッズに招かれた。これが彼にとって最初で最後のメジャーリーグである。レッズにおいて、彼は11試合で打率は.143に留まったが、彼のメジャーでの初打席で彼の父の有名な中腰のバッティングフォームを真似したため、彼は人気スポーツ番組を通して広く知れ渡ることになった。彼がMLBで打った2本のヒットを父と合計すると4,258本で、これはボンズ親子（ボビー&バリー）、ケン・グリフィー親子（シニア&ジュニア）、ベル親子（ガス&バディ）に次いで、史上4番目の親子最多安打記録である。
そのほか注目すべきマイナーリーグでのエピソードは、1998年、インターナショナルリーグのインディアナポリス・インディアンズでプレイしている時、彼と3人のチームメイトによって、極めてまれな1イニングでのサイクル本塁打を達成したことである。ローズ・ジュニアがソロホームランでイニングを開け、3打席後にジェイソン・ウィリアムスが3ランホームラン、4打席後にグレン・マーレイが満塁ホームラン、2打席後にギレルモ・ガルシアが2ランホームランを打って、サイクル本塁打を完成させた。
ローズ・ジュニアはニカラグアのプロ野球チームであるチナンデガ・タイガースでも、2007年から2008年のオフシーズン中にプレイしている。2007年と2008年には、独立アトランティックリーグのロングアイランド・ダックスに所属していた。2009年6月27日にヨークエボリューションと契約し、同年9月14日に解雇された。

## 薬物問題
ローズ・ジュニアは、1990年代後半に、γ-ブチロラクトン（GBL）という薬物をルックアウツのチームメイトに横流ししたとして2005年の11月に起訴された。GBLは鎮静剤同様、スポーツのドーピング薬として密かに販売されていることが知られている。経口摂取すると、デートレイプドラッグであるGHBに変化する。ローズ・ジュニアは2005年11月7日、チームメイトが試合後リラックスできるようGBLを配布したとする罪状を認めた。
2006年3月1日、ローズ・ジュニアは有罪判決を受け、2006年6月5日より連邦刑務所へ1か月の服役と、出所後5か月の自宅謹慎を命じられた。
彼は当時、ブリッジポート・ブルーフィッシュに在籍しており、2006年シーズンの残りの期間をそこでプレイした。
2007年12月、ローズ・ジュニアの名前はカーク・ラドムスキの公開供述調書の中で、ドーピング薬使用疑惑の対象者として登場した。ローズ・ジュニアは、この供述書にリストアップされた中で、ミッチェル報告書に名前の挙がっていない4名のうちの一人である。残りの3名は、シド・フェルナンデス、リック・ホリフィールド、ライアン・シューマンである。

## 詳細情報

### 年度別打撃成績
| 年 度    | 球 団    | 試 合 | 打 席 | 打 数 | 得 点 | 安 打 | 二 塁 打 | 三 塁 打 | 本 塁 打 | 塁 打 | 打 点 | 盗 塁 | 盗 塁 死 | 犠 打 | 犠 飛 | 四 球 | 敬 遠 | 死 球 | 三 振 | 併 殺 打 | 打 率 | 出 塁 率 | 長 打 率 | O P S |
| -------- | -------- | ----- | ----- | ----- | ----- | ----- | -------- | -------- | -------- | ----- | ----- | ----- | -------- | ----- | ----- | ----- | ----- | ----- | ----- | -------- | ----- | -------- | -------- | ----- |
| 1997     | CIN      | 11    | 16    | 14    | 2     | 2     | 0        | 0        | 0        | 2     | 0     | 0     | 0        | 0     | 0     | 2     | 0     | 0     | 9     | 0        | .143  | .250     | .143     | .393  |
| MLB：1年 | MLB：1年 | 11    | 16    | 14    | 2     | 2     | 0        | 0        | 0        | 2     | 0     | 0     | 0        | 0     | 0     | 2     | 0     | 0     | 9     | 0        | .143  | .250     | .143     | .393  |

### 背番号
- 14（1997年）